# Gloria et Malum
Gloria et Malum è un album dell'Ensemble Micrologus pubblicato nel 2007.

## Tracce
1. J'ay pris amour (H. Isaac) - 2:28
2. De tous biens plaine (H.van Ghiseghem) - 4:15
3. Grolia (Gloria) - 3:13
4. Belreguardo (D.Da Piacenza) - 3:24
5. Marchexana (D.Da Piacenza) - 2:41
6. Malum (Bassadanza su De tous biens plaine) - 3:18
7. La reale (su Alta di F.de la Torre) - 2:10
8. Amoroso (G.E.da Pesaro) - 2:17
9. La fia guielmina/guilmin (D.da Piacenza) - 2:48
10. La crudele (su O partita crudele) - 4:00
11. Amors,amors (H.van Ghiseghem) - 6:31
12. Prexonera (D.da Piacenza) - 2:46
13. Colonnese (J.A. Guglielmo) - 4:45
14. La ingrata (D.da Piacenza) - 3:43
15. Belfiore (D.da Piacenza) - 3:07
16. Francho cuore gentile (G.Dufay) - 3:34
17. Legiadra (G.E. da Pesaro) - 4:46
18. Rotibolo/Rostibuli (D.da Piacenza) - 5:37
19. Voltati in ça Rosina (G.A. Guglielmo) - 2:04
20. Petit vriense (D.da Piacenza) - 2:44
21. J'ay pris amour - 2:56